# Warrior Soul
I Warrior Soul sono un gruppo musicale hard rock statunitense originario di New York, attivo dalla fine degli anni '80 e guidato da Kory Clarke.

## Storia
Kory Clarke iniziò come batterista in band minori, tra cui i punk di Detroit L-Seven e i rockers della Pennsylvania Southern Raging Slab, e un progetto di Kim Fowley chiamato "The Trial".
Dopo essersi trasferito a New York, dove si esibiva in performance artistiche da solo, decise di formare un suo gruppo, che chiamò Warrior Soul, nome preso da una battuta in un docudrama di George S. Patton.
La band iniziò a suonare nel 1987 ed in breve tempo raggiunse l'attenzione di David Geffen, che li ingaggiò ma con l'invito a Clarke a cambiare tutti i componenti del gruppo. Clarke insistette per mantenere Pete McClanahan come bassista, reclutò il chitarrista John Ricco e il batterista Paul Ferguson, ex dei Killing Joke. Il gruppo esordi nel 1990 con l'album Last Decade Dead Century.
Il 1991 vide Ferguson sostituito alla batteria da Mark Evans, e il secondo album della band, Drugs, God and the New Republic, che esasperò le loro tendenze anarchiche. Seguì un tour di supporto nazionale ai Queensrÿche, con cui condivisero la direzione dell'agenzia Q Prime.

## Formazione

### Formazione attuale
- Kory Clarke – voce (1987–presente)
- Stevie Pearce – chitarra
- Miguel Martins – chitarra
- Christian Kimmett – basso
- Michael Branagh – batteria

## Discografia

### Album in studio
- 1990 - Last Decade Dead Century
- 1991 - Drugs, God and the New Republic
- 1992 - Salutations from the Ghetto Nation
- 1993 - Chill Pill
- 1994 - The Space Age Playboys
- 1996 - Odds & Ends (pubblicato come Fucker in Europa)
- 2009 - Destroy the War Machine (pubblicato inizialmente come Chinese Democracy, altro titolo ...And We Rock And Roll!)
- 2012 - Stiff Middle Finger
- 2017 - Back on the Lash
- 2019 - Rock n' Roll Disease
- 2020 - Cocaine & Other Good Stuff
- 2022 - Out on Bail

### Album dal vivo
- 2008 - Live in England
- 2016 - Tough As Fuck: Live in Athens

### Raccolte
- 2000 - Classics